# Municipio 8 Mt. Pleasant
El municipio 8 Mt Pleasant (en inglés: Township 8, Mt Pleasant) es un municipio ubicado en el  condado de Cabarrus en el estado estadounidense de Carolina del Norte. En el año 2010 tenía una población de 5.607 habitantes.

## Geografía
El municipio 8 Mt Pleasant se encuentra ubicado en las coordenadas 35°24′7.94″N 80°25′58.31″O / 35.4022056, -80.4328639.